# NGC 3314
NGC 3314 este o emission-line galaxy⁠(d) situată în constelația Hidra. A fost descoperită în 24 martie 1835 de către John Herschel. Se află la o distanță de 66,72 de megaparseci de Pământ.